# 任遙
任遥，南北朝南齐官员，乐安博昌（今山东省寿光市）人。
任遥官至中散大夫。其兄任遐在永明年间，因罪将流放到荒裔地区，任遥怀揣名刺前去谒见求请，言泪交下，齐武帝听说后可怜他，将其免罪。任遥妻之河东裴氏，高尚明达有德行，曾经白天睡觉，梦见有五色采旗盖，四角悬铃，自天而下，其中一铃落入怀中，心悸因而有孕。占卜者说，必生才子。生下来任昉。